# Rosie Ruiz
Pour les articles homonymes, voir Ruiz.
Rosie Ruiz, par son mariage Rosie M. Vivas, née le 21 juin 1953 à La Havane et morte le 8 juillet 2019 à Lake Worth en Floride, est une fausse marathonienne cubaine, connue pour avoir triché lors du 10e marathon de New York (21 octobre 1979) et du 84e marathon de Boston (21 avril 1980). Sa notoriété se mesure notamment au fait que les coureurs nord-américains appellent une tricherie où l'on coupe le parcours « faire une rosie ».

## Ses courses
Le 21 octobre 1979, lors du marathon de New York, Rosie Ruiz est à bout de forces au bout de 30 minutes de course, mais comme elle veut quand même impressionner son entourage, elle emprunte le métro pour s'affranchir de quelques kilomètres. Elle retourne ensuite en toute discrétion sur le parcours et se retrouve ainsi parmi les concurrents pour arriver sur la ligne d'arrivée avec un temps de 2 h 56, elle termine onzième chez les femmes. Grâce à ce temps, elle se convainc de participer au mythique marathon de Boston, qui rassemble tous les meilleurs coureurs de la sphère du running. Mais étant hors délai pour les inscriptions, elle écrit aux organisateurs pour leur faire croire qu'elle est en rémission d'un cancer du cerveau. Émus, ces derniers lui accordent une dérogation spéciale, afin qu'elle puisse s'inscrire et participer à Boston.  
N'étant toujours pas une grande sportive, elle imagine un nouveau stratagème pour cette course : elle loge dans un hôtel situé près de la ligne d'arrivée et au moment propice, elle se glisse à travers la foule après s'être versé de l'eau sur la tête pour faire croire qu'elle a transpiré. Le problème fut qu'elle ne se rendit pas compte que le peloton se trouvait derrière elle... Elle finit ainsi première en 2 h 31, ce qui aurait été un record pour une femme participant à ce marathon,,.
Le problème est que personne ne l'a vue pendant la course. Les organisateurs auscultent alors les 10 000 photos prises pendant la course pour l'y retrouver, mais sans succès. Alors que la journée était ensoleillée, sa transpiration semble minime : sur une photo où elle lève les bras, elle révèle que ses aisselles sont sèches. Interrogée par les journalistes, elle montre dans son récit des incohérences qui la font  démasquer. Notamment, elle avait fait un temps de 2 heures et 56 minutes au marathon de New York six mois auparavant, et son nouveau temps est bien meilleur, mais, interrogée sur l'entraînement qu'elle a réalisé pour parvenir à un tel progrès, elle répond « je ne sais pas. », puis se met à tousser. La coureuse ne sait pas non plus ce que sont les « fractionnés », qui consistent à faire des pointes de vitesse pendant quelques minutes pour améliorer ses possibilités générales de vitesse. De plus, celui qui est censé être son entraîneur, Steve Marek, président d’un club de course new-yorkais dont elle serait membre, indique ne l’avoir jamais croisée, ou peut-être « dans un ascenseur, une fois ». D'ailleurs, Steve Marek affirmera en 1996, que quelques mois plus tard il a eu un entretien avec elle et qu'elle lui a finalement tout avoué : après avoir été sélectionnée au marathon de Boston, très prestigieux, son employeur a décidé de payer tous les frais de participation à cette course. Ayant triché au marathon de New-York, elle s'est retrouvée à tricher à nouveau pour pouvoir reproduire un temps à peu près comparable. Mais elle s'est trompée dans ses calculs et a fini première de la course.
Ainsi, Steve Marek assure qu'elle n'avait pas l'intention de gagner : « Elle s’est jetée dans la course trop tôt. Elle n’essayait pas de gagner. Elle essayait de faire le même temps qu’à New York… Et lorsqu’elle a compris qu’elle avait gagné, elle a décidé de bluffer pour s’en sortir. »
Jamais Rosie Ruiz n'avouera jamais en public, et elle refusera de rendre sa médaille d'or, lorsque la victoire est finalement attribuée à la Canadienne Jacqueline Gareau. Deux étudiants affirment l'avoir vue entrer dans la course seulement un miles avant la ligne d'arrivée Elle affirme néanmoins « mériter légitimement » sa médaille et ajoute : « Quant à la preuve de ce que j’ai fait, elle viendra dans les rues de New York lorsque je montrerai à tous les gens que je suis une coureuse de classe mondiale. » Mais pour la course suivante, et toutes les autres, elle ne se présente pas sur la ligne de départ. Pour le marathon de Boston l'année suivante,  elle affirme avoir un problème à la hanche.
Pour éviter ce genre d'incident, des points de contrôle furent instaurés avec recensement des dossards par les juges. De nos jours, des puces GPS permettent de suivre les coureurs sur les parcours.
Rosie Ruiz est devenue célèbre, autant sinon plus que les véritables gagnantes du marathon de Boston. En 2025, Libération indique que chaque année son nom est visible sur le parcours du marathon de Boston, marqué sur une banderole placée à l'endroit où elle s'est introduite dans la course, avec un slogan du genre : « Rosie Ruiz a commencé ici. » Pour tous les coureurs américains, « faire une Rosie » est une expression désignant une tricherie faite en coupant le parcours, ce qui se produit toujours des décennies après, malgré les progrès faits concernant la surveillance,.

## Biographie
Son nom de naissance est Ruiz. Elle est née à La Havane le 21 juin 1953 et part de Cuba pour la Floride vers l'âge de 8 ans. Elle fréquente le Wayne State College dans le Nebraska pendant trois ans sans réussir à obtenir de diplôme. Elle déménage à Manhattan. Elle ne fait que deux marathons, à New York et Boston. Après ses deux tricheries, elle a des soucis juridiques avec son employeur, qui l'accuse de lui avoir dérobé 60 000 $. Elle ne va en prison qu'une semaine mais elle est condamnée à cinq ans de probation. En 1983, après être retourné en Floride, elle est accusée d'avoir essayé de vendre de la cocaïne à des agents infiltrés dans un hôtel de Miami. Elle passe trois semaines en prison, et elle est condamnée à trois ans de probation,.
Son mariage avec Aicardo Vivas est un échec. Elle divorce.
Elle lutte pendant dix ans contre un cancer et décède en 2019 à l'âge de 66 ans, à Lake Worth en Floride,.